# Doctrina legal
Una doctrina legal o doctrina jurídica és un marc, un conjunt de regles, passos processals o de prova, sovint establert a través de precedents en el dret comú, a través dels quals els judicis poden ser determinats en un cas legal donat. Una doctrina es produeix quan un jutge pren una decisió on un procés es descriu i aplicat, i la té en compte per ser igualment aplicada en casos similars. Quan prou jutges fan ús del procés, aviat es torna establert com el mètode «de facto» de decidir les situacions similars.